# 隐花植物

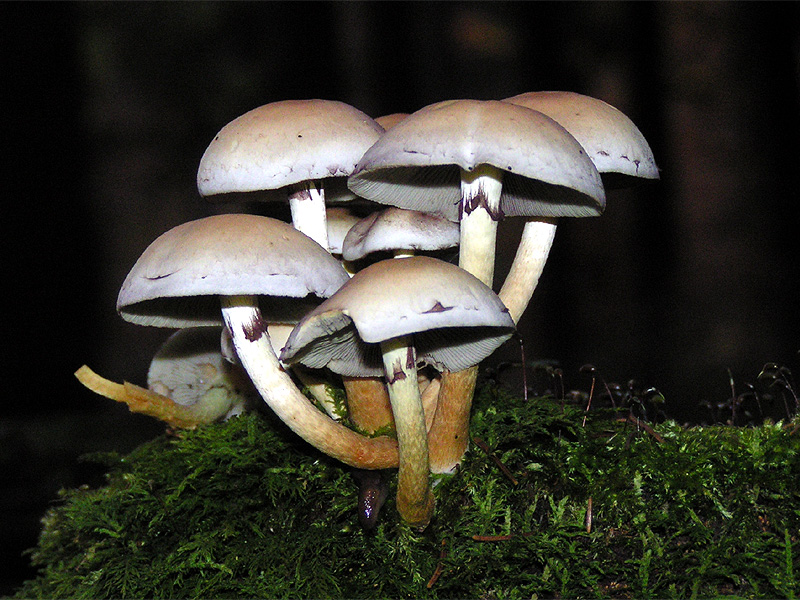
蘑菇是一种孢子植物，图为簇生黄韧伞

隐花植物（英语：Cryptogams，命名时类名为Cryptogamae）是指繁殖阶段不形成显著花的植物，因其是通过孢子进行繁殖，故又称孢子植物。现今此两名词已不用于分类阶元、系統分類學或植物分类学中。

## 名称
Cryptogamae这个类名来自于希腊语的kryptos（意为“隐蔽的”）和gameein（意为成婚），和显花植物 Phanerogamae相对。。隐花植物最早是被正式作为植物里的一类，在林奈创立双名法命名系统时，他将隐花植物正式列入《自然系統》的分类之中，使用的名稱是“Cryptogamia”，

## 分类历史
林奈将隐花植物分4个目：藻类，苔藓，蕨类和真菌。之后，植物学家对地衣有所研究，使得隐花植物包含五类植物：藻类、真菌类、地衣、苔藓和蕨类。但随着生物学研究的发展，隐花植物下属的真菌已经从植物界中独立出来，单独列为真菌界，而藻类中很多也已划分出植物界，比如蓝藻被划入细菌。地衣也被发现属于共生生物体系，这使得“隐花植物”一词已经不再用于系统分类中，但仍在描述一类植物系群时使用。